# Bruno Garcin
Pour les articles homonymes, voir Garcin.
Bruno Garcin, né le 3 juillet 1946 à Paris, est un acteur français qui connut son heure de gloire dans les années 1970 grâce à des rôles de jeunes premiers (Rastignac, Rubempré...) dans des dramatiques « en costume » à la télévision française. Il est également auteur de chansons populaires, notamment pour Patrick Bruel (Place des grands hommes).

## Filmographie

### Cinéma
- 1967 : Le Franciscain de Bourges de Claude Autant-Lara
- 1970 : Belle d'amore de Fabio De Agostini
- 1970 : Le Bal du comte d'Orgel de Marc Allégret : François de Seyrieuse
- 1973 : Le Magnifique de Philippe de Broca : Pilu
- 1981 : La Revanche de Pierre Lary : l'inspecteur Morland
- 1982 : Pour cent briques, t'as plus rien... d'Édouard Molinaro : l'adjoint de Bouvard
- 1983 : El señor presidente de Manuel Octavio Gómez : Cara de Angel

### Télévision
- 1971 : Au théâtre ce soir : La Corde de Gabriel Arout d'après Patrick Hamilton, mise en scène Raymond Gérôme : Brandon
- 1972 : Le Père Goriot, téléfilm de Guy Jorré : Eugène de Rastignac
- 1972 : Les Thibault, feuilleton télévisé d'André Michel et Alain Boudet : Daniel de Fontanin
- 1973 : Lucien Leuwen, feuilleton télévisé de Claude Autant-Lara : Lucien Leuwen
- 1975 : Splendeurs et misères des courtisanes, feuilleton télévisé de Maurice Cazeneuve : Lucien de Rubempré
- 1977 : D'Artagnan amoureux, feuilleton télévisé de Yannick Andréi : Roger de Bussy-Rabutin
- 1979 : Les Dames de la côte, feuilleton télévisé de Nina Companéez
- 1988 : La Valise en carton, feuilleton télévisé de Michel Wyn : Pascal
- 1991 : Vous êtes folle, Imogène, épisode de la série télévisée Imogène : Hubert de Saint-Pierre
- 1994 : Coup bas, épisode de la série télévisée Navarro : Morales